# حرف ثنائي الورق
الحُرْف الثنائي الورق نوع نباتي يتبع جنس الحُرْف من الفصيلة الصليبية.

## الموئل والانتشار
موطنه معظم مناطق أمريكا الشمالية.